# Piapiac
De piapiac (Ptilostomus afer) is een zangvogel uit de familie Corvidae (kraaien).

## Kenmerken
De vogel is (inclusief lange staart) 35 tot 42 cm lang en weegt 121 tot 130 gram. Het is een slanke, kraaiachtige vogel met een lange staart. De vogel is geheel gitzwart met een zwarte snavel en een roodbruine iris. Onvolwassen vogels hebben een roze snavel met een donkere punt. De staart loopt trapvormig spits uit naar het midden. In vlucht hebben de slagpennen een grijs tot zilverachtige glans. De vogel komt bijna altijd voor in groepjes van ongeveer acht individuen die soms samen geluid maken dat lijkt op schaterlachen.

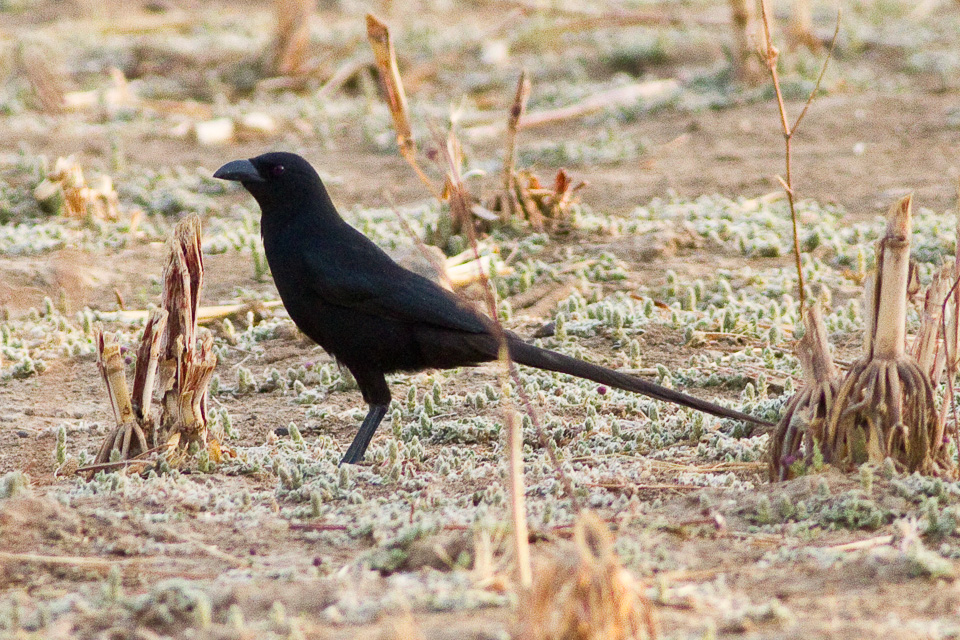
Piapiac foeragerend op de grond

## Verspreiding en leefgebied
Deze soort komt voor in de savannegordel van de Sahel die loopt van West- tot Oost-Afrika.
Het leefgebied bestaat uit bossavanne afgewisseld met begraasd gebied of akkerland. De vogel is ook te vinden rond dorpen en bij stadsranden, op golfbanen en vliegvelden, vooral als daar soorten palmbomen staan uit de geslachten Borassus en Hyphaene. De vogel komt voor in dit type habitat tot op 1500  boven de zeespiegel in Oost-Afrika.

## Status
De grootte van de wereldpopulatie is niet gekwantificeerd. De vogel is algemeen en soms talrijk. Men veronderstelt dat de soort in aantal stabiel is. Om deze redenen staat de piapiac als niet bedreigd op de Rode Lijst van de IUCN.